# Dextraal
Dexstraal, ook wel rechts-lateraal genoemd, is een tektonische beweging die vooral van belang is bij zijschuivingsbreuken. De naam is afgeleid van het Latijnse woord voor "rechts"; dexter. Bij een dextrale zijschuiving vindt de beweging langs het breukvlak naar rechts plaats, gezien vanuit een persoon die staat op de andere kant van de breuk.
Dextraal wordt ook gebruikt om de winding van een rechtsgewonden huisjesslak aan te duiden.

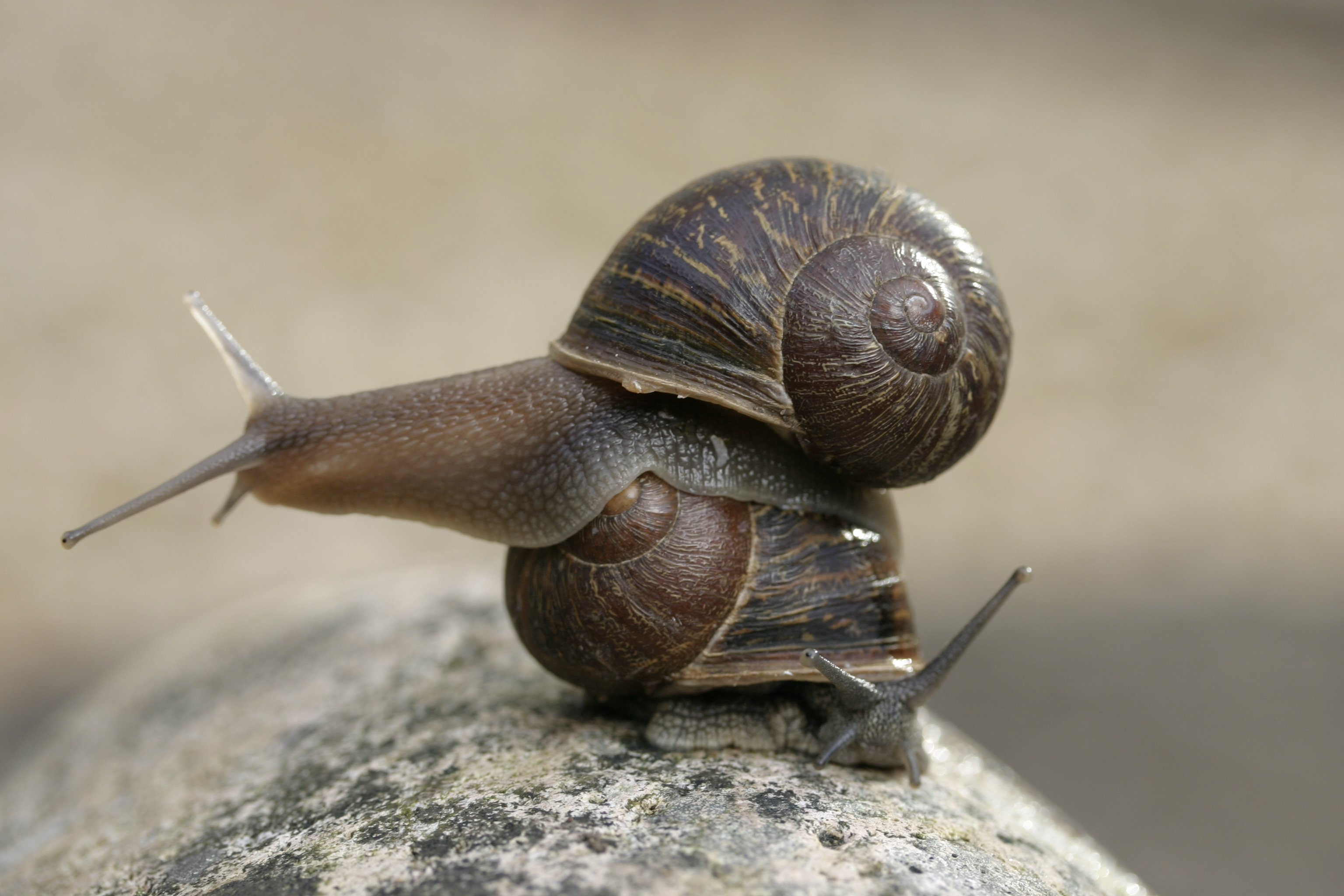
Dextrale slak onder een sinistrale slak